# Tenskwatawa

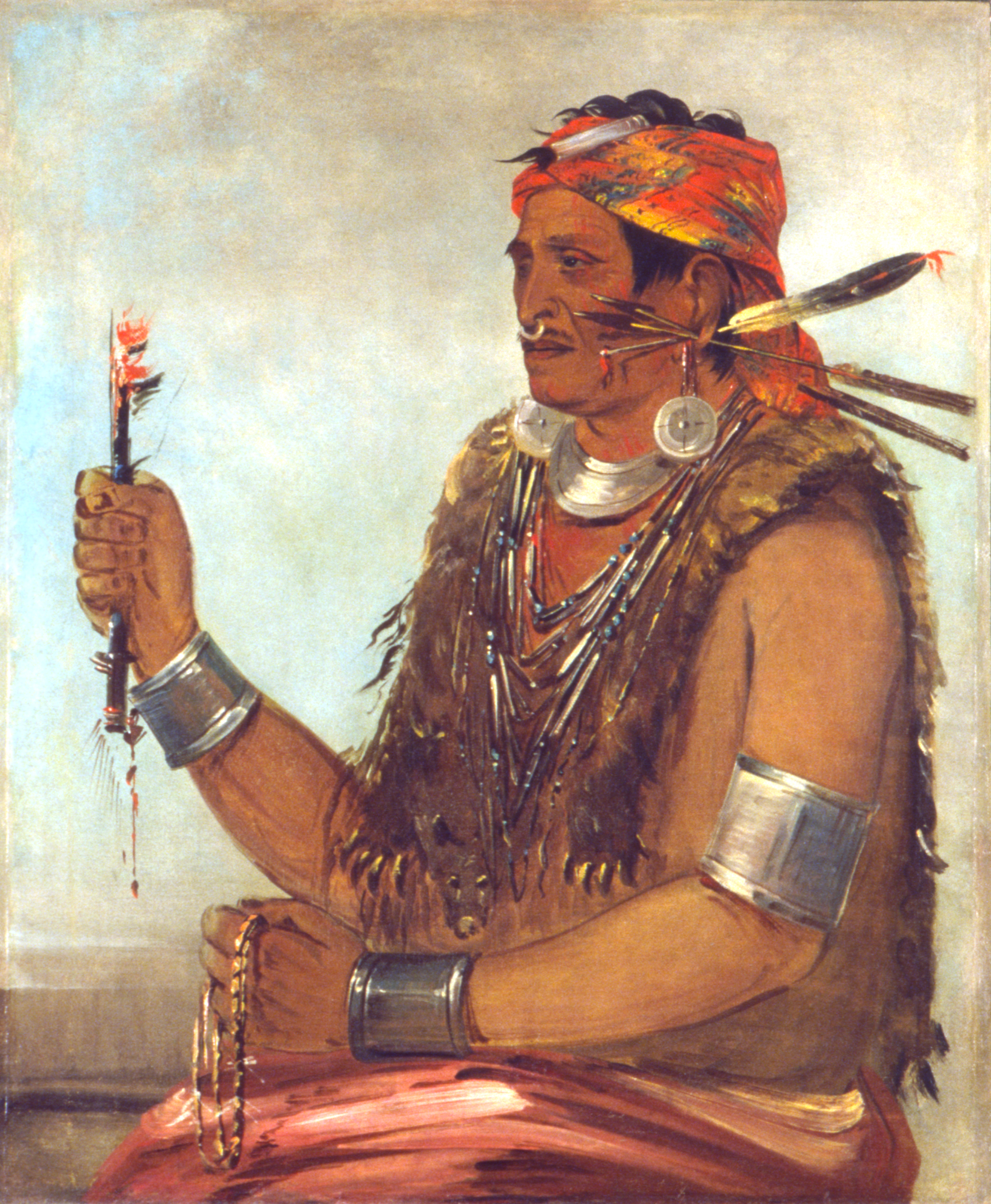
Pintura de 1830 por George Catlin

Tenskwatawa, Tenskatawa, Tenskwatawah ou Tensquatawa (janeiro de 1775 – novembro de 1836) foi um nativo americano líder religioso e político dos xaunes, conhecido como O Profeta ou Profeta Xaune. Era o irmão de Tecumseh, um líder xaune. Originalmente se chamava Lalawethika (Fazedor de Barulho).